# Dieter Mathoi
Dieter Mathoi (* 26. September 1943; † 18. August 2012) war ein österreichischer Architekt. Er wirkte über Jahrzehnte im Architekturbüro Heinz & Mathoi & Streli in Innsbruck und gründete dort 2008 sein eigenes Büro.

## Leben
Mathoi studierte von 1963 bis 1967 Architektur an der Akademie der bildenden Künste München. Nach einigen Jahren Praxis wurde er 1972 Assistent am Institut für Hochbau der Universität Innsbruck, wo er bis 1976 arbeitete.

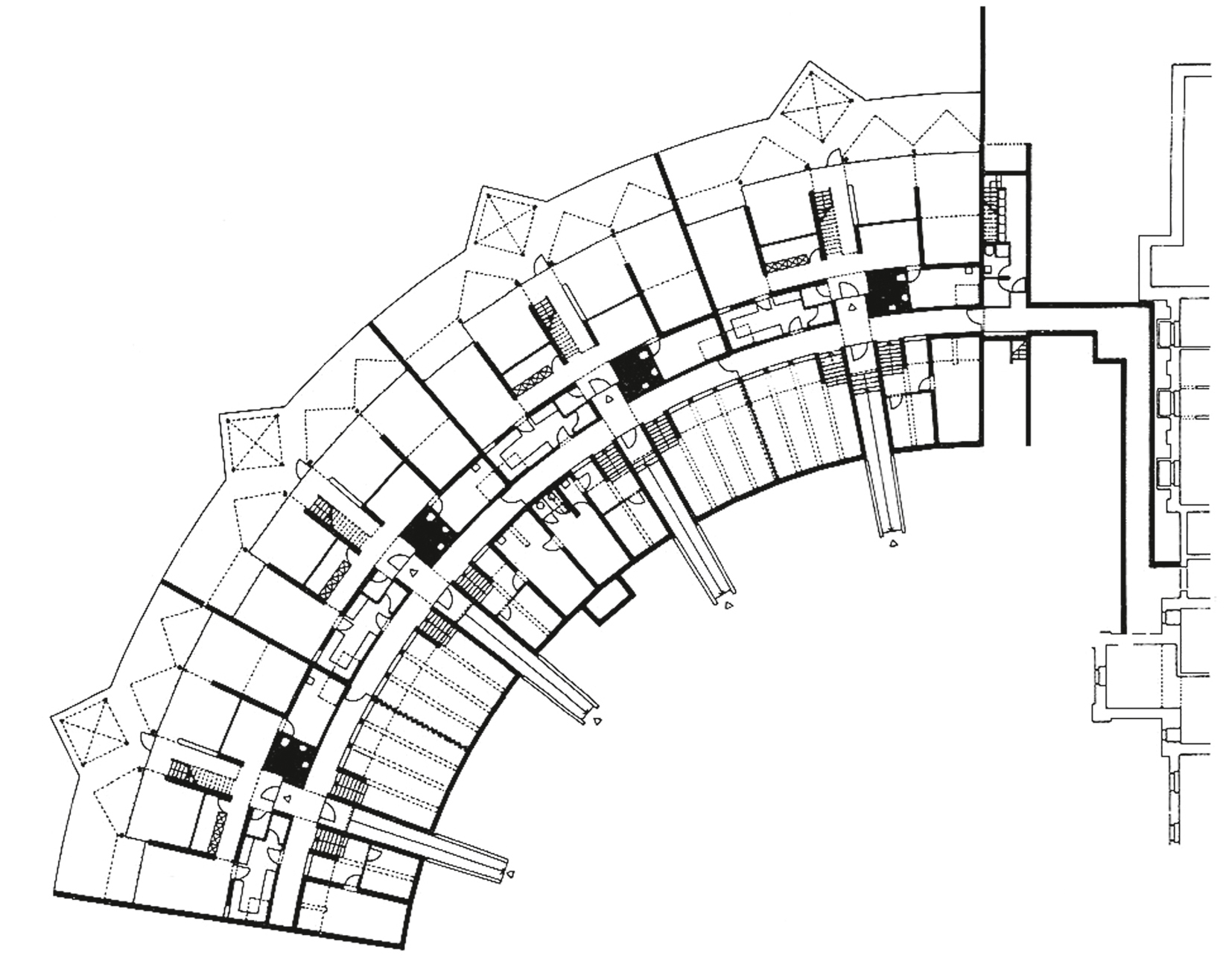
Grundriss des Landesjugendheims in Jagdberg, Schlins

1973 schloss sich Mathoi mit zwei Kollegen zusammen, Karl Heinz und Jörg Streli. Sie gründeten in Innsbruck das Architekturbüro Heinz & Mathoi & Streli. Die von ihnen gebaute Landesberufsschule für Vorarlberg in Feldkirch erhielt 1981 den Österreichischen Bauherrenpreis. Während sie viele Projekte gemeinsam durchführten, verfolgte jeder auch individuelle Aufgaben. Mathoi baute unter anderem Einfamilienhäuser, zum Beispiel für Günther Mader, MPreis-Märkte und das Autohaus Vowa in Innsbruck. Zusammen bauten die drei Architekten zum Beispiel ein Gruppenwohnheim in Jagdberg, Schlins, Vorarlberg, das 1984 fertiggestellt wurde. Ein weiteres gemeinsames Werk war die Aufstockung der Frauen- und Kopfklinik in Innsbruck um zwei Stockwerke. Das Projekt wurde von 2006 bis 2008 gebaut und für den Mies van der Rohe Award 2009 nominiert. 2008 veröffentlichte Springer einen Überblick ihrer Werke, sowohl der gemeinschaftlichen als der individuellen, Heinz-Mathoi-Streli / Architekten /  Bauten und Projekte / Buildings and Projects, mit Beiträgen der Architekturkritiker Friedrich Achleitner und Otto Kapfinger. Im selben Jahr lösten die Architekten ihr gemeinsames Büro auf, und Mathoi eröffnete sein eigenes Büro in Innsbruck.

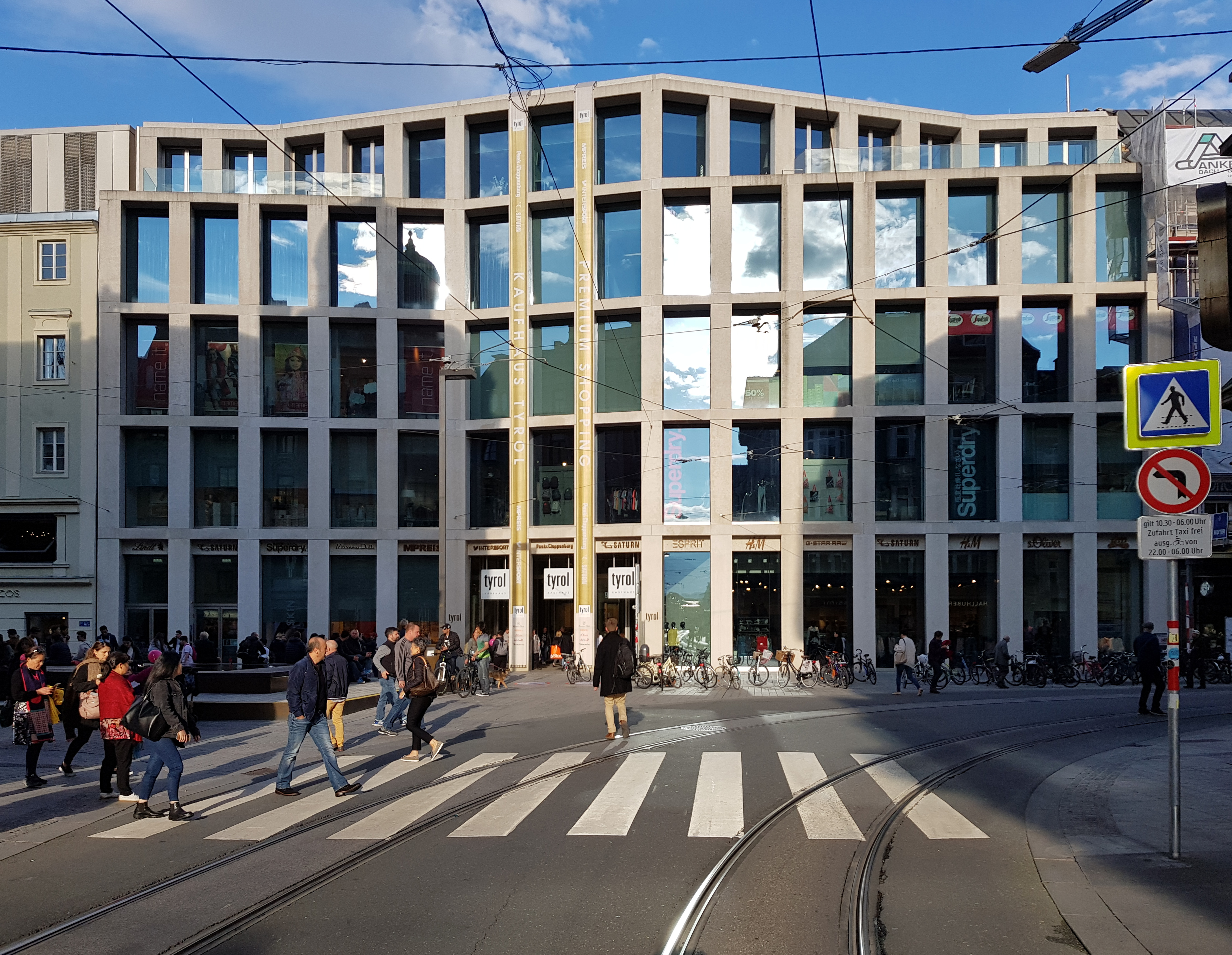
Kaufhaus Tyrol im Zentrum von Innsbruck

Ein wichtiges und umstrittenes Projekt war das Kaufhaus Tyrol in der Innenstadt von Innsbruck, das Mathoi in Zusammenarbeit mit David Chipperfield plante. Der britische Stararchitekt war vom Investor Rene Benko mit der Gesamtgestaltung das Kaufhausneubaus beauftragt worden, nachdem die vorherigen Pläne des Innsbrucker Architekten Johann Obermoser insbesondere wegen dessen Gestaltungsvorschlag für die Fassade an der Maria-Theresien-Straße in heftige Kritik geraten waren und Benko schließlich das Auftragsverhältnis mit Obermoser einvernehmlich aufgelöst hatte. Auch die Planung von Chipperfield (und Mathoi) blieb anfangs umstritten, indes wurde das 2010 eröffnete Kaufhaus Tyrol im Jahr 2011 für den renommierten Architekturpreis Mies van der Rohe Award nominiert.
Ein Spezialgebiet von Mathoi wurde der Bau von Justizanstalten, wobei er sich für einen menschlichen Umgang mit Gefangenen einsetzte. Das Justizzentrum Korneuburg in Niederösterreich, errichtet zusammen mit dem Architekturbüro DIN A4, wurde 2014 als eines von fünf Gebäuden mit dem den Staatspreis Architektur und Nachhaltigkeit ausgezeichnet.
Bauten von Mathoi wurden in der internationalen Ausstellung Autochtone Architektur in Tirol gezeigt, unter anderem in München.
Dieter Mathoi starb am 18. August 2012 im Alter von 68 Jahren.

## Bauten
Unter den Werken von Heinz & Mathoi & Streli befinden sich Machbarkeitsstudien, Stadtplanung, Wohngebäude, Kindergärten, Schulen, Sporteinrichtungen, Geschäfte, Büros, Industrie- und Verkehrsbauten; so zum Beispiel:
- 1978: Hauptschule in Fulpmes

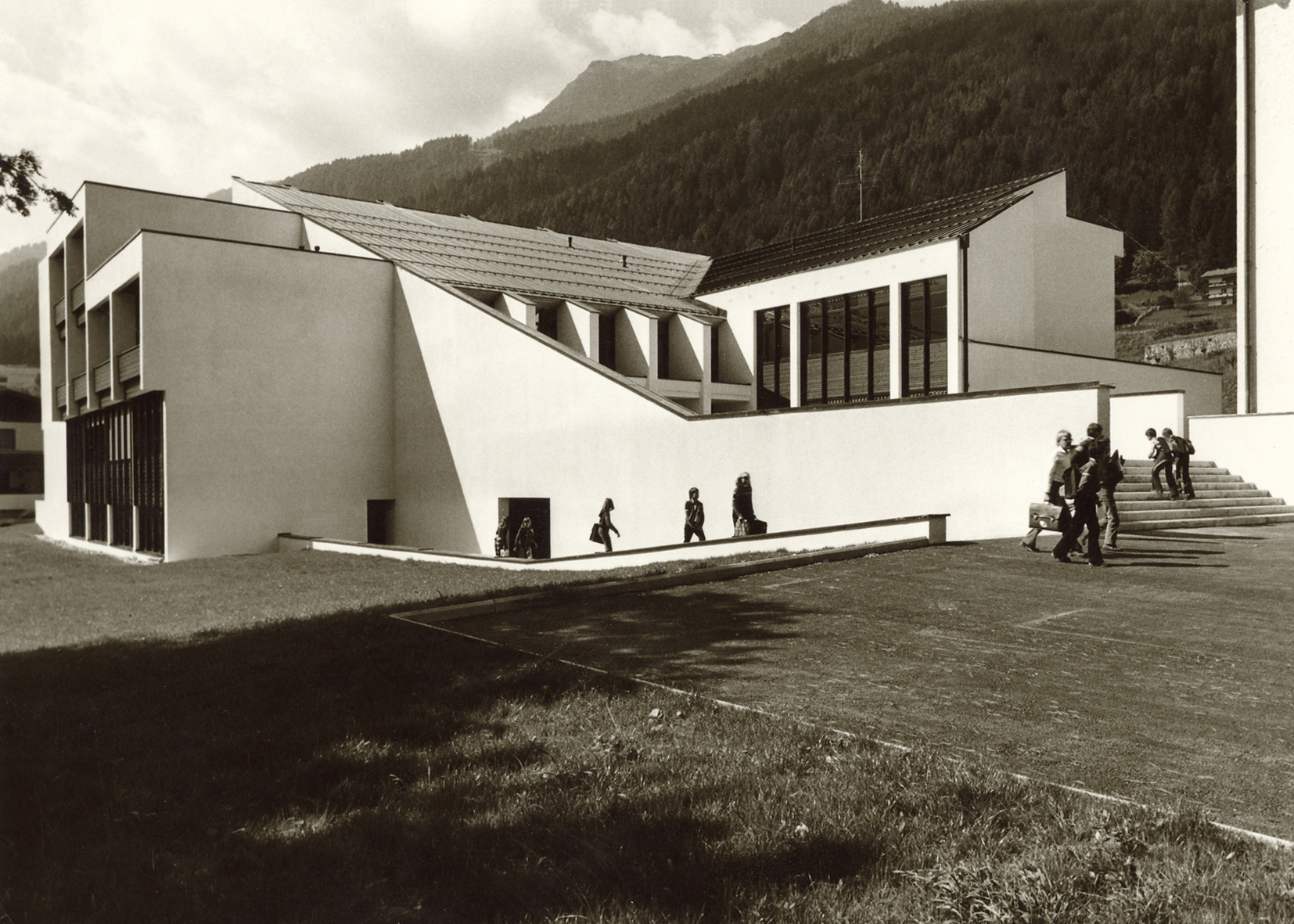
Hauptschule Fulpmes, 1978

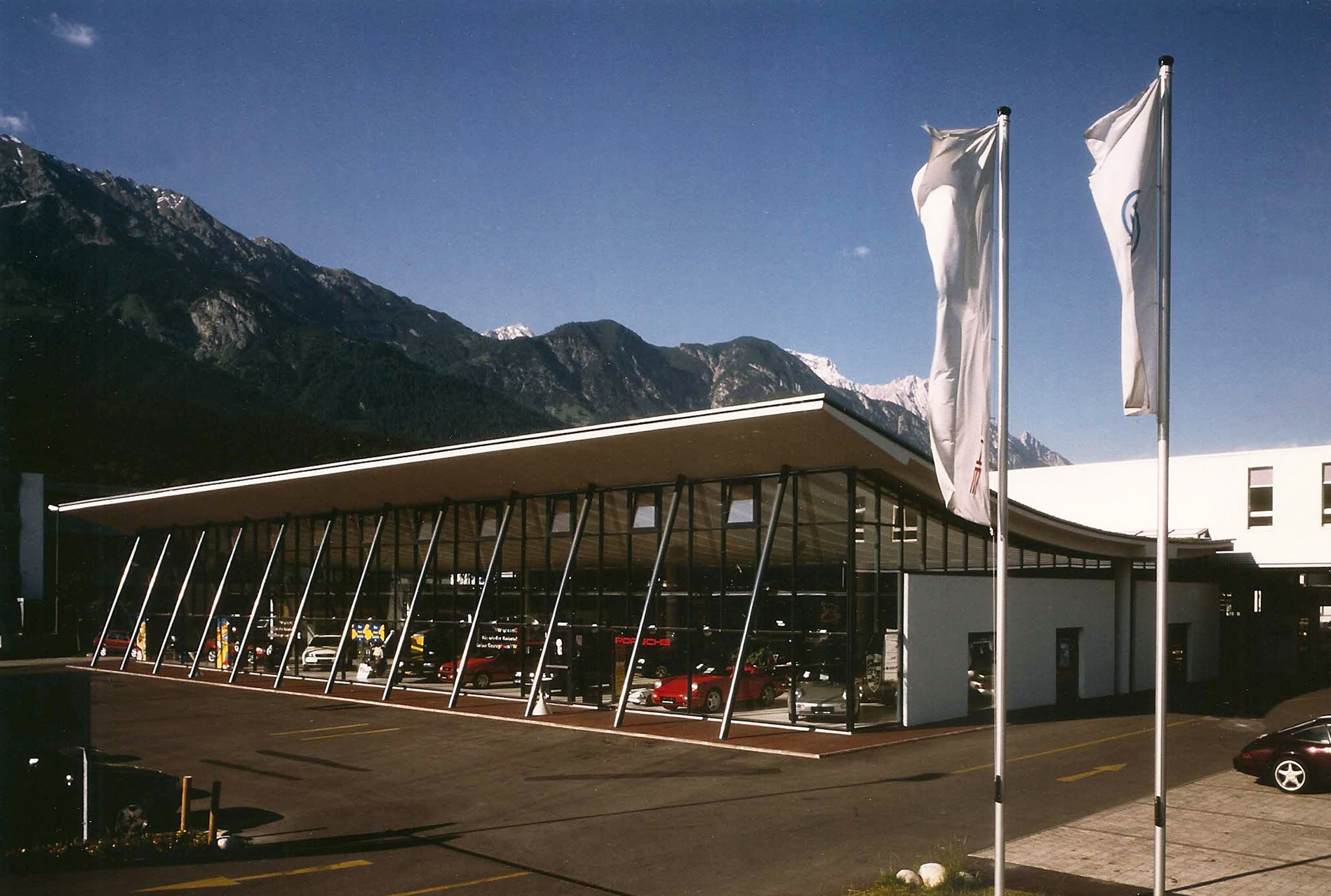
Autohaus Vowa

- 1978: Fremdenverkehrsfachschule in Zell am Ziller
- 1980: Landesberufsschule Feldkirch in Feldkirch
- 1981: Kapelle Innerberg in Finkenberg
- 1982: Modegeschäft Einwaller Anna in Innsbruck
- 1983: Doppelhaus Knofler/Mikuz, Innsbruck
- 1984: Landesjugendheim Jagdberg in Schlins
- 1987: Krankenpflegeschule in Feldkirch
- 1987: Seilbahn Brixen im Thale in Brixen
- 1989: Volksschule in Igls
- 1990: Porsche Interauto Verkaufscenter in Innsbruck
- 1993: MPreis Barwies in Mieming
- 1993: Bürohaus EBB in Innsbruck
- 1994: Eisenbahnumfahrung Innsbruck in Mils
- 1995: Autohaus Vowa in Innsbruck
- 1996: Mehrzweckgebäude mit Rasthaus an der Europabrücke
- 1996: Wohnanlage und Bürohaus in Innsbruck
- 1998: Totenkapelle an der Pfarrkirche Herz-Jesu in Stans
- 1999: Hotelfachschule Villa Blanka in Innsbruck
- 2001: Landesfeuerwehrschule Tirol in Telfs
- 2004: HTBL und VA Mödling in Mödling
- 2005: MPreis Bramberg in Bramberg
- 2006: Naturparkhaus Ginzling
- 2008: Aufstockung der Frauen- und Kopfklinik in Innsbruck